# Желмаш, Милош
Милош Желмаш (серб. Miloš Đelmaš; род. 4 июня 1960, Белград) — югославский футболист, полузащитник. Выступал за сборную Югославии.

## Клубная карьера
Начал карьеру в составе любительского клуба «Карабурма», позднее став игроком академии белградского «Партизана». В сезоне 1979/80 против «Динамо» он дебютировал в составе последних, заменив Слободан Сантрача. Будучи правым нападающим, отличался скорость, борьбой и отличными кроссами, был штатным пенальтистом.
В 1987 году стал игроком французского клуба «Ницца». 18 июля в матче против «Тулона» он дебютировал за новый клуб. 25 марта 1989 года в поединке против «Кана» Милош забил первый гол во французской Лиге 1. В составе клуба провёл 86 матчей и забил 5 голов во всех турнирах.
В 1991 году перешёл в немецкий «Ганновер 96». В 1992 году стал обладателем национального кубка, реализовав послематчевой пенальти против менхенгладбахской «Боруссии». В 1995 году руководство клуба, недовольное главным тренером Петером Нойрурером, назначила Желмаша исполняющим обязанности главного тренера, так как он не имел тренерской лицензии, по регламенту он мог провести две игры без штрафа, набрав очки в поединке против «Мангейма», «Ганновер 96» сохранил место в лиге.

## Международная карьера
23 сентября 1987 года в товарищеском матче против сборной Италии Желмаш дебютировал в составе национальной сборной Югославии.

## Достижения
«Партизан»
- Чемпион Югославии: 1982/83, 1985/86, 1986/87

«Ганновер 96»
- Обладатель Кубка Германии: 1992